# Knock on Wood (canción)
«Knock On Wood» es una canción de éxito de 1966 escrita por Eddie Floyd y Steve Cropper y originalmente interpretada por Floyd. Su grabación alcanzó el número 28 en el Billboard Hot 100 y pasó una semana en el número 1 en la lista de Soul Singles. La canción fue escrita en el Motel Lorraine en Memphis, Tennessee (ahora el Museo Nacional de Derechos Civiles). Steve Cropper ha declarado en entrevistas que hubo una tormenta eléctrica la noche en que él y Eddie escribieron la canción, de ahí la letra «Es como truenos y relámpagos, la forma en que me amas es aterradora».
La canción ha sido versionada con frecuencia, primero por Otis Redding y Carla Thomas en 1967. The American Breed la versionó en su álbum debut de 1967, The American Breed. También han estado saliendo sencillos de David Bowie (1974), Amii Stewart (1979), Razzy Bailey (1984), Eric Clapton (1985), Michael Bolton (1992) y Safri Duo con Clark Anderson (2004). La banda de techno alemana Scooter hizo una versión media de la canción, titulada «The Avenger's Back», en su álbum de 2004, Mind the Gap. La canción también aparece en la película Satisfaction, interpretada por Justine Bateman y  Mystery. James Cotton lo versionó en el Festival Internacional de Pop de Texas en 1969.

## Posicionamiento en listas
| Lista (1966)                           | Posición más alta |
| -------------------------------------- | ----------------- |
| Estados Unidos (Billboard Hot 100)     | 28                |
| Estados Unidos (Hot R&B/Hip-Hop Songs) | 1                 |
| Reino Unido (UK Singles Chart)         | 19                |

## Versión de David Bowie
David Bowie lanzó una presentación en vivo de la canción como sencillo en el Reino Unido en 1974; la grabación fue tomada del álbum en vivo de Bowie, David Live. (El lado B, «Panic in Detroit», no estaba en ese álbum pero era del mismo concierto. Fue agregado al lanzamiento del álbum en el 2005.)
1. «Knock on Wood» (Floyd, Cropper) — 3:03
2. «Panic in Detroit» (Bowie) — 5:52

### Posicionamiento en listas
| Lista (1974)                          | Posición más alta |
| ------------------------------------- | ----------------- |
| Irlanda (Irish Singles Chart)         | 4                 |
| Noruega (VG-lista)                    | 10                |
| Reino Unido (Official Charts Company) | 10                |

#### Personal
- David Bowie – voz
- Earl Slick – guitarra
- Herbie Flowers – bajo
- Michael Kamen – teclado
- Tony Newman – tambores
- David Sanborn, Richard Grando – saxofón
- Pablo Rosario, Gui Andrisano, Warren Peace – coristas
- Tony Visconti – productor

## Versión de Amii Stewart
La cantante estadounidense de música disco y soul Amii Stewart grabó una versión disco de "Knock on Wood" en 1979.
Alcanzó el número uno en las listas de Estados Unidos en abril de 1979; también llegó a las listas de sencillos soul y disco, convirtiéndose en la versión más conocida de la canción.
Esta grabación fue coproducida por Simon May. Alcanzó el top 10 dos veces en el Reino Unido, primero en 1979 (alcanzando el número 6) y nuevamente en una versión remezclada en 1985 (alcanzando el número 7).
La canción obtuvo una certificación de oro el 22 de marzo de 1979, y luego una certificación de platino el 1 de agosto del mismo año de la Recording Industry Association of America (RIAA).
La interpretación de Stewart de la canción le valió una nominación al Premio Grammy a la Mejor Interpretación Vocal Femenina de R&B en la 22.ª edición de los Premios Grammy en 1980.

### Posicionamiento en listas
| Lista (1979)                          | Posición más alta |
| ------------------------------------- | ----------------- |
| Alemania (Media Control AG)           | 13                |
| Australia (Kent Music Report)         | 2                 |
| Austria (Ö3 Austria Top 40)           | 6                 |
| Bélgica (Flandes) (Ultratop 50)       | 20                |
| Canadá (RPM Adult Contemporary)       | 1                 |
| Canadá (RPM Disco Singles)            | 1                 |
| Canadá (RPM Top Singles)              | 1                 |
| Estados Unidos (Billboard Hot 100)    | 1                 |
| Estados Unidos (Hot Soul Singles)     | 6                 |
| Estados Unidos (Hot Disco Singles)    | 5                 |
| Estados Unidos (Cashbox Top 100)      | 1                 |
| Francia (SNEP)                        | 2                 |
| Irlanda (Irish Singles Chart)         | 15                |
| Italia (FIMI)                         | 2                 |
| Nueva Zelanda (Recorded Music NZ)     | 3                 |
| Países Bajos (Dutch Top 40)           | 7                 |
| Países Bajos (Mega Single Top 100)    | 10                |
| Reino Unido (Official Charts Company) | 6                 |
| Sudáfrica (South African Chart)       | 9                 |
| Suecia (Sverigetopplistan)            | 5                 |
| Suiza (Schweizer Hitparade)           | 2                 |

| Lista (1985) Knock on Wood/Light my Fire (Remix) | Posición más alta |
| ------------------------------------------------ | ----------------- |
| Bélgica (Ultratop)                               | 32                |
| Irlanda (Irish Singles Chart)                    | 6                 |
| Reino Unido (Official Charts Company)            | 7                 |
| Lista (1999) Knock on Wood '99                   | Posición más alta |
| Francia (SNEP)                                   | 73                |

| Lista (1979)                       | Posición más alta |
| ---------------------------------- | ----------------- |
| Australia                          | 9                 |
| Canadá                             | 5                 |
| Estados Unidos (Billboard Hot 100) | 22                |
| Nueva Zelanda                      | 12                |
| Reino Unido                        | 38                |